# H&R (Unternehmen)
Die H&R GmbH & Co. KGaA ist als Unternehmen der Spezialchemie in der Entwicklung und Herstellung chemisch-pharmazeutischer Spezialprodukte auf Basis fossiler, synthetischer und recycelter Kohlenwasserstoffe und in der Produktion von Präzisions-Kunststoffteilen tätig.

## Hintergrund

### Geschichte
Im Jahr 1908 gründete der Unternehmer Julius Schindler die Firma Julius Schindler Mineralöle mit Sitz in Hamburg, Stadthausbrücke 3. Im Jahr 1917 erwarb er mehrere Mineralölwerke, darunter das 1881 gegründete Mineralölwerk Peine, und fasste diese unter der Firmierung Oelwerke Julius Schindler zusammen, die ab 1920 in Hamburg, Hohe Bleichen 28, residierte.
Raffinerien des Unternehmens produzierten Grundöle, hochwertige Spezialöle für die Turbinen- und Automobilindustrie sowie Weißöle für die chemische, kosmetische und medizinische Industrie.
Am 16. Dezember 1919 gründeten Heinrich Hansen und Emil Rosenthal die Hansen & Rosenthal als Händler von Weißölen und Vaselinen. Schon in den frühen 1920er Jahren begann deren Zusammenarbeit mit den Oelwerken Julius Schindler. Im Kontext der Vertreibung von Juden aus dem Berufs- und Geschäftsleben in der NS-Zeit wurde das Unternehmen im Jahr 1938 arisiert und Julius Schindler musste seine Mehrheitsanteile an die Neue Erdölraffinerie Hannover veräußern.:31 Während des Zweiten Weltkriegs wurde ein Großteil der Hamburger Raffinerien bei Luftangriffen schwer beschädigt. Die Betriebe wurden im Rahmen des Geilenberg-Programms wieder aufgebaut, wofür KZ-Häftlinge unter anderem aus Auschwitz und dem KZ-Außenlagers Dessauer Ufer als Zwangsarbeiter herangezogen wurden.:34 In den 1960er Jahren weitete das Unternehmen die Wertschöpfungskette vom Handel auf Produktion und Abfüllung von Weißölen aus. Im Jahre 1994 übernahm H&R von der Wintershall die Raffinerie Salzbergen.
Das heutige Unternehmen entstand im Jahr 2001 durch die Verschmelzung der Schmierstoffraffinerie Salzbergen GmbH mit der WASAG-Chemie AG und den Kauf des Spezialitätengeschäfts der BP mit der Raffinerie in Hamburg-Neuhof (vormals Oelwerke Julius Schindler) im Jahr 2004. Im Jahr 2007 erfolgte der Verkauf der WASAG-Explosivstoffaktivitäten an das spanisch-italienische Konsortium Maxam Pravisani. Im Geschäftsjahr 2008 durchbrach der Konzern erstmals die Umsatzschwelle von einer Milliarde Euro.
Zum 1. August 2011 wurde der Name des Unternehmens von H&R WASAG AG in H&R AG geändert, nachdem die Hauptversammlung dies im Mai 2011 beschlossen hatte. Am 18. Mai 2016 beschloss die Ordentliche Hauptversammlung auf Vorschlag der Unternehmensführung der H&R AG die Umwandlung der Gesellschaft von einer Aktiengesellschaft zu einer GmbH & Co. KGaA, deren Eintragung in das Handelsregister zum 1. August 2016 erfolgte. Seitdem firmiert das Unternehmen als H&R GmbH & Co. KGaA.

### Konzernstruktur
Das Unternehmen ist ein international agierender Konzern mit zwei Geschäftsbereichen: dem großen, auf rohölbasierte Spezialitäten fokussierten chemisch-pharmazeutischen Bereich sowie dem deutlich kleineren Kunststoffbereich. Im Geschäftsjahr 2011 war der chemisch-pharmazeutische Bereich für rund 96 % des Konzernumsatzes verantwortlich.
Bedingt durch neue Regelungen der International Financial Reporting Standards wurde der Geschäftsbereich Chemisch-Pharmazeutische Rohstoffe zum Jahresanfang 2009 in zwei Segmente aufgeteilt.
Im Segment Chemisch-Pharmazeutische Rohstoffe National werden die zwei Produktionsstätten des chemisch-pharmazeutischen Bereiches, die Raffinerien in Hamburg-Neuhof und Salzbergen, zusammengefasst. Nachdem die Kapazität beider Anlagen in den letzten Jahren erheblich ausgebaut wurde, wird zurzeit mit weiteren Investitionen die Wertschöpfung der Raffinerien weiter erhöht.
Das Segment Chemisch-Pharmazeutische Rohstoffe International umfasst zahlreiche Misch- und Konversionsanlagen sowie Vertriebsaktivitäten in nahezu allen Teilen der Welt (siehe Standorte außerhalb Deutschlands). Die angestrebte weitere Internationalisierung durch organisches und im Falle entsprechender Opportunitäten durch Übernahmen sowie durch Kooperationen zur Produktion besonders wachstumsstarker Spezialitäten soll auch dieses Segment weiter ertragreich wachsen lassen.
Der kleinere, auf die Produktion von Präzisions-Kunststoffteilen und dafür notwendige Formen spezialisierte Kunststoffbereich wurde im Jahr 2009 einer Restrukturierung unterzogen. Neben dem wichtigen Kundenkreis aus der Automobilindustrie wird eine Neuausrichtung des Produktportfolios auf wachstumsstarke Zukunftsmärkte wie Medizin- und Industrietechnik vorangetrieben.
| Aktionär         | Anteile |
| ---------------- | ------- |
| Nils Hansen      | 61,42 % |
| Wilhelm Scholten | 6,06 %  |
| Streubesitz      | 32,52 % |

## Produktionsstandorte
| in Deutschland - Coburg (Plastik) - Hamburg (CP) - Salzbergen (CP) Erläuterung: CP = Geschäftsbereich Chem. Pharm. Rohstoffe Plastik = Geschäftsbereich Kunststoffe | außerhalb Deutschlands - Australien (CP), Laverton - China (Plastik), Wuxi - Großbritannien (CP), Tipton - Malaysia (CP), Port Klang / Batu Caves - Neuseeland (CP), Auckland - Niederlande (CP), Nuth - Polen (CP), Krakau - Südafrika (CP), Durban - Thailand (CP), Bangkok / Si Racha - Tschechien (Plastik), Dačice - Tschechien (CP), Prag - Indien (CP), Mumbai - Südafrika (CP), Durban - Singapur (CP), Singapur - China (CP), Ningbo - China (CP), Fushun |

## Umgehung der EEG-Umlage
H&R führte über Jahre Umlagen nach dem Erneuerbare-Energien-Gesetz (EEG) nicht ab. H&R griff dabei auf ein sogenanntes Scheibenpachtmodell zurück, das eine Gesetzeslücke ausnutzt, um die EEG-Umlage zu umgehen.